# Поло
Вижте пояснителната страница за други значения на Поло.
По́ло (на персийски: چوگان)(на английски: Polo)(на арменски: Ջիրիդ) е отборен вид спорт с коне и топка.
Целта на играта е да се вкара топката във вратата на противниковия отбор. Играчите яздят коне за бързо придвижване и местят топката по полето с помощта на специален стик.
Играта датира отпреди много векове и родината ѝ е Древна Персия. Централният площад на Исфахан (Иран), разположен под прозорците на шахския дворец, в миналото е ползван като стадион за поло.
В съвременния си вид играта е възродена от английските военни дейци в Индия, сред които виден играч е бил бъдещият премиер Уинстън Чърчил.